# Шлёпиха
Шлёпиха — деревня в Опочецком районе Псковской области. Входит в состав Матюшкинской волости
Расположена на берегу реки Исса, в 25 км к северу от города Опочка и в 3 км к западу от волостного центра, деревни Матюшкино.
Численность населения на 2000 год составляла 22 жителя. По данными на начало 2015 года - 14 жителей .